# San Vicencio
San Vicencio (llamada oficialmente San Vicenzo) es una aldea situada en la parroquia de Mondongo, del municipio español de Manzaneda, en la provincia de Orense, Galicia.

## Demografía
| Gráfica de evolución demográfica de San Vicencio entre 2000 y 2022 |
|                                                                    |
| Datos según el nomenclátor publicado por el INE.                   |